# Château de Nedde
Le château de Nedde est un ancien château situé à Nedde, dans le département de la Haute-Vienne, en France.

## Historique
Construit à la fin du XVIe et au début du XVIIe siècle sur l'emplacement d'une bâtisse médiévale, le château succéda à une ancienne forteresse médiévale dont les vestiges se voyaient jusqu'au début du XXe siècle. 
Le château de Nedde était réputé pour son décor intérieur doté de boiseries et de tapisseries d’Aubusson,  et de Felletin, dont certaines étaient dues à de G. Dumonteil. Bien que classé monument historique en 1950, le château, qui avait souffert d'une absence d'entretien durant la guerre, ses toitures en bardeau de châtaignier ne pouvant être réparées durant cette période de restriction. Il fut vendu par la famille de Nedde en 1954. Laissé à l'abandon par ses nouveaux propriétaires, considéré dangereux à l'habitat dès juillet 1956 par l'architecte des bâtiments de France, il fut l'objet de pillages et se dégrada au point qu'il n'en restait que des ruines en 1976, quand il fut l'objet d'un opuscule de Roland du Chatelard. 

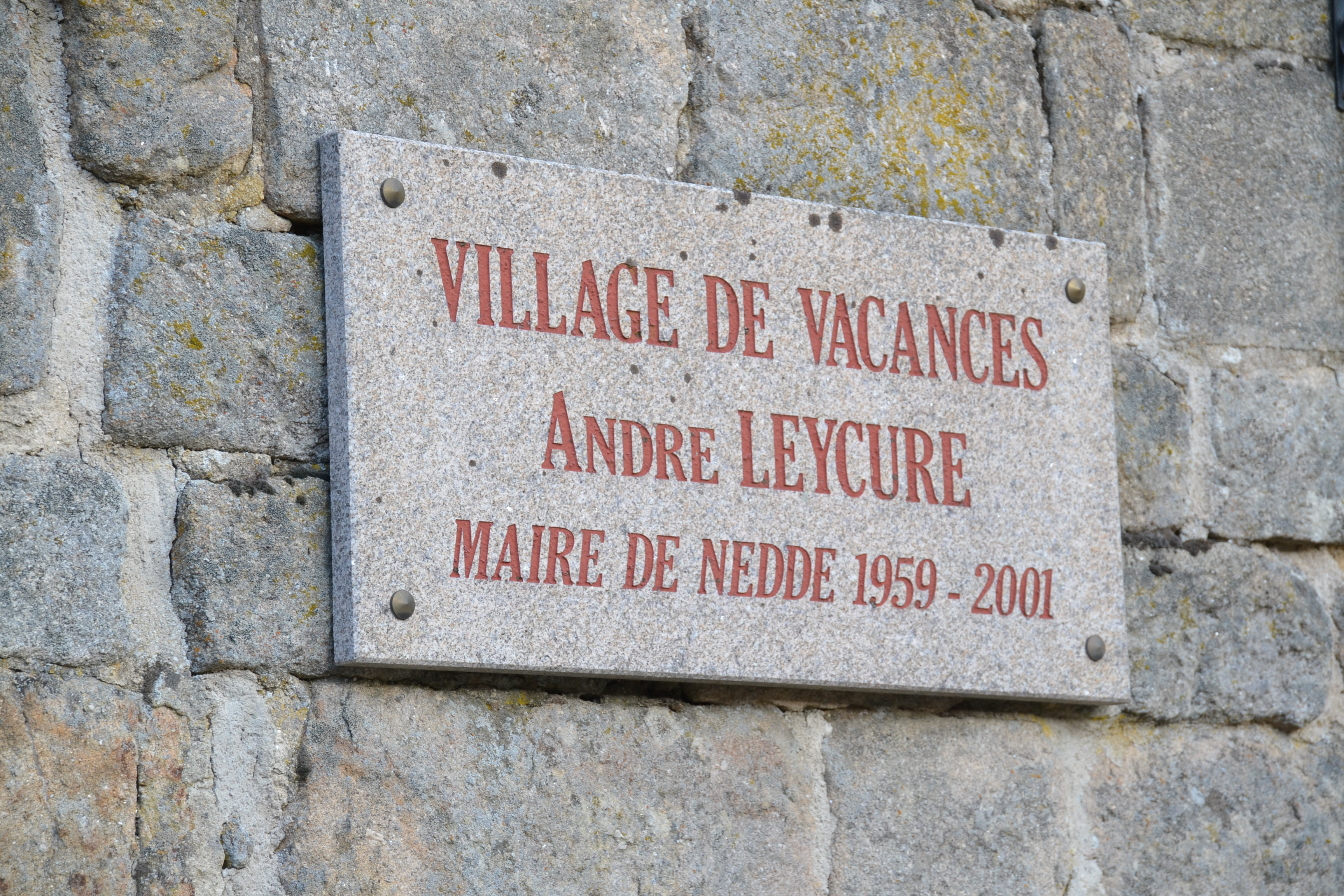
Plaque du village de vacances.

La propriété a été transformée en centre de vacances au début des années 1980, les ruines furent réhabilitées avec ajout d'éléments contemporains en vitrages et structures d'acier sur la façade sur cour du corps central, et l'ensemble doté d'une couverture métallique à pans plats. Le parc a été loti de pavillons.
Le château a notamment régulièrement accueilli les Rencontres musicales de Nedde. 
Le château et ses abords figurent sur la liste des sites inscrits depuis le 26 juin 1943. L'édifice est également inscrit au titre des monuments historiques en 1950.

## Architecture
Orienté nord-sud, le château est constitué de trois corps de bâtiments disposés en U autour d’une cour ouverte sur le nord. Le corps de logis central est rectangulaire avec en son centre un ancien donjon transformé en tour d’escalier sous Henri IV de France, il est encadré sur la façade sud par deux pavillons, celui de l’ouest possède encore la base d‘une tourelle sur culot mouluré démolie à la Révolution en même temps que la partie supérieure du donjon. L’ensemble se développe sur deux niveaux. La façade sud est dotée d’une porte centrale en arcade en plein cintre, précédée d’un perron de cinq marches, elle est encadrée d‘un riche décor sculpté avec colonnes jumelles reposant sur un socle, elles supportent un entablement surmonté par un cadre mouluré accosté de volutes.

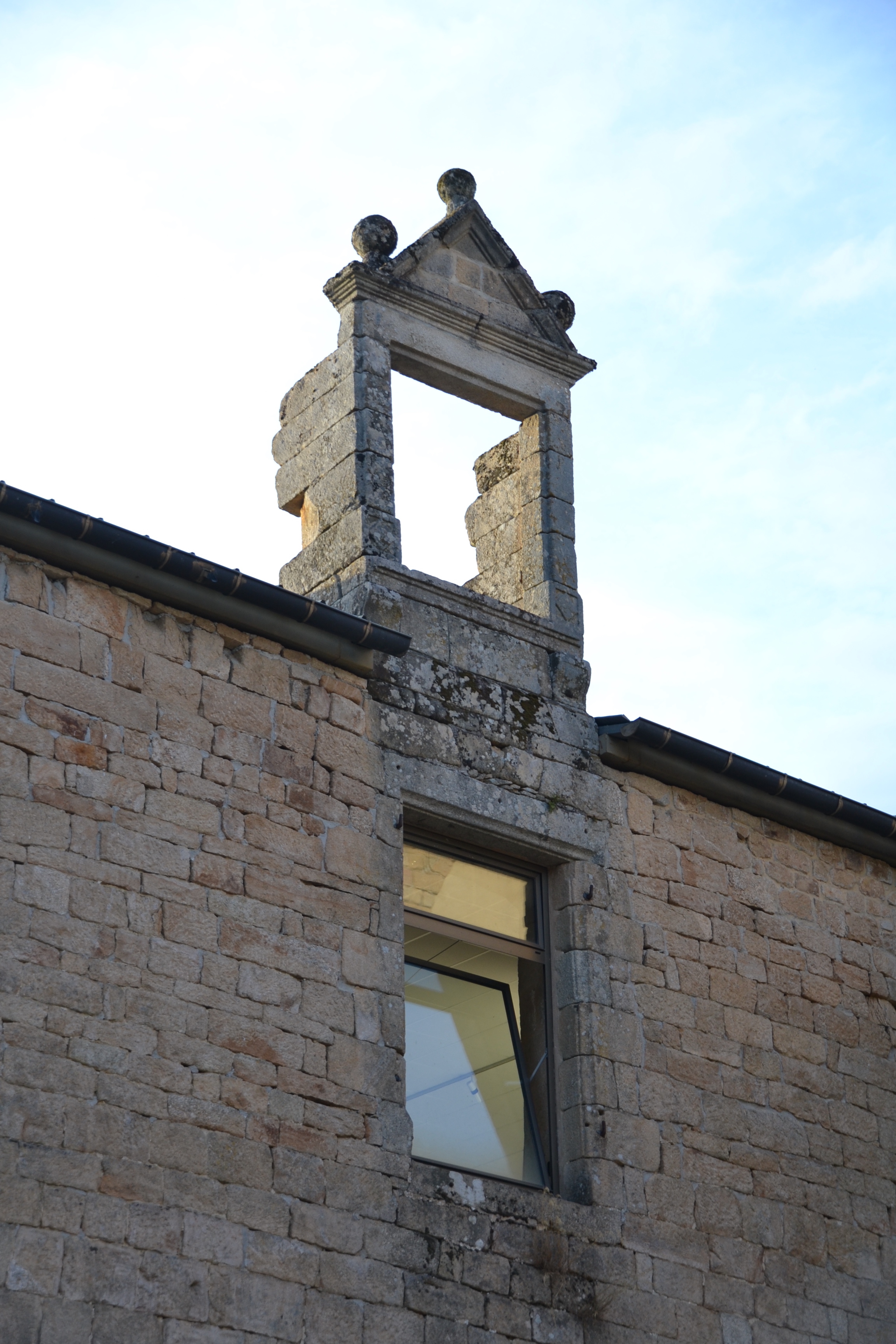
Détail du château.
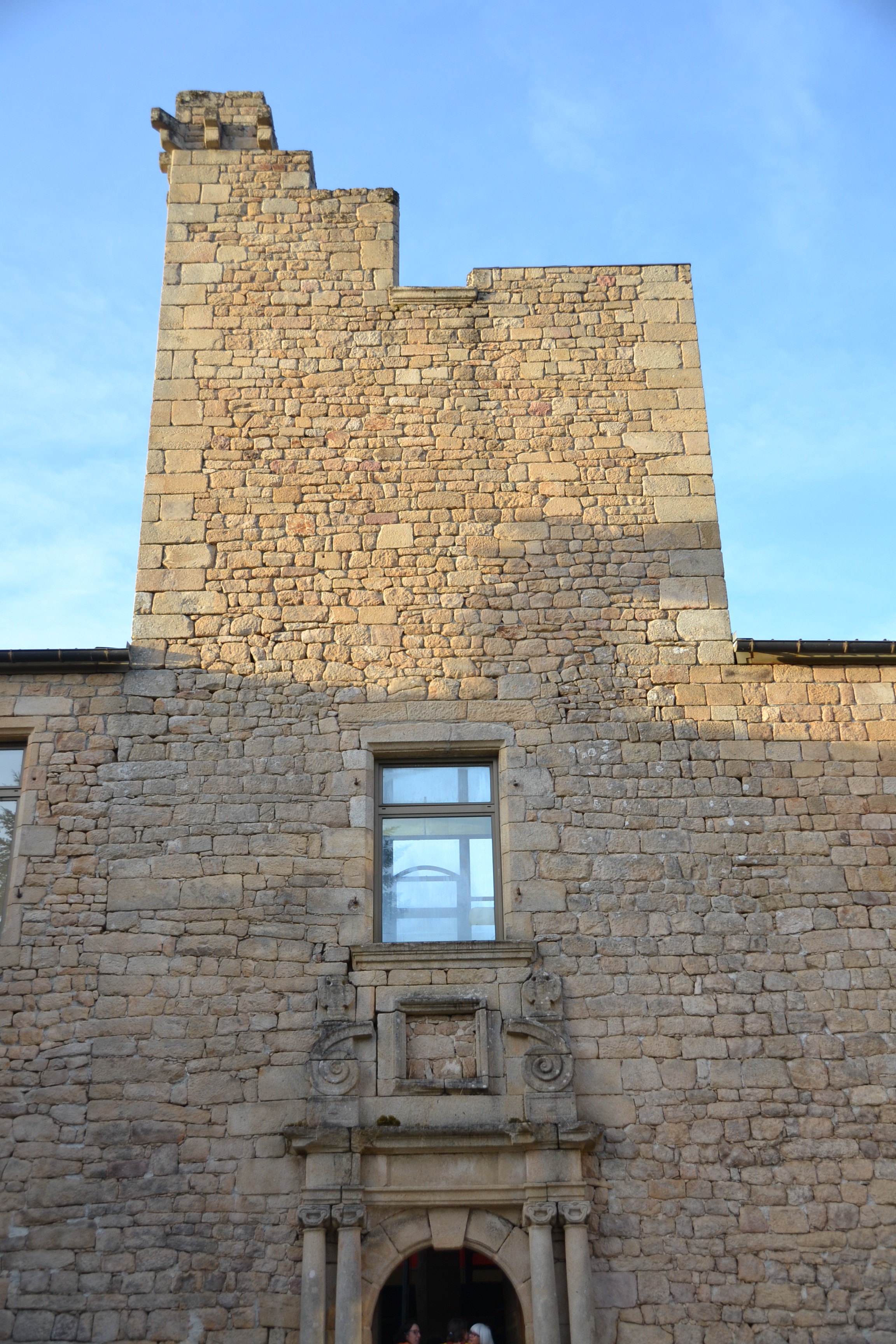
Détail du château.
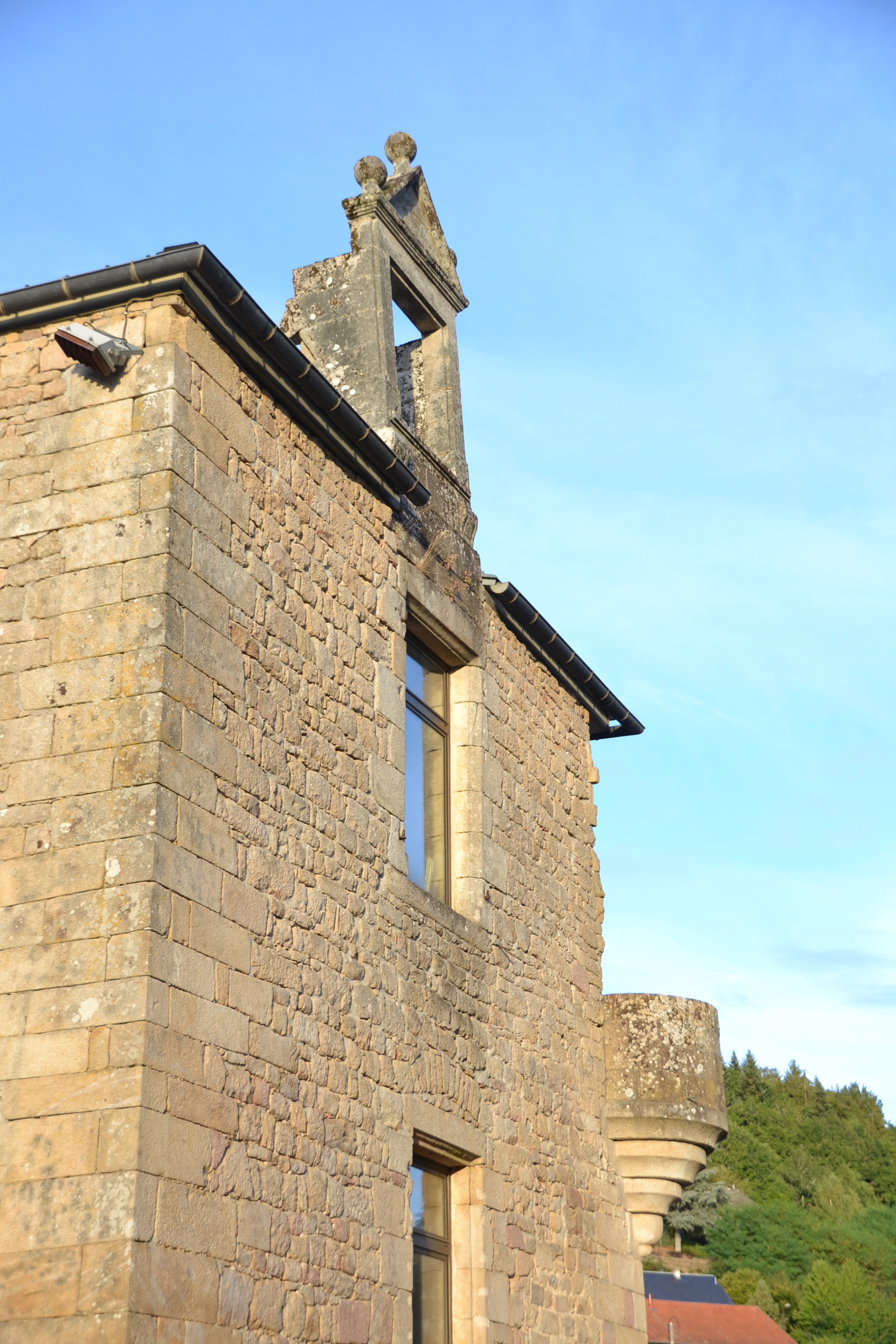
Détail du château.